# 兰斯白房站
兰斯白房站，是法国的一个铁路车站，位于法国城市兰斯。

## 位置
兰斯白房站位于兰斯市区的南部，埃佩尔奈-兰斯铁路正线上。车站大致呈西北-东南走向，两侧均可出入并可地下通道连接。

## 车站概况
兰斯白房站是一个，因地处「白房」街区而得名。此站没有任何人工售票窗口，仅设一台TER列车自动售票机。经过兰斯白房站的所有列车均经过兰斯站。

## 车站历史
兰斯白房站最初建于1849年，和埃佩尔奈-兰斯铁路同时投入使用。2007年，兰斯白房站进行了翻新，新增加了无障碍通道等设施。

## 停靠线路
以下列车线路在兰斯白房站停靠：
| 兰斯白房站列车线路表                     |              |              |                      |              |
| 线路                                     | 车种         | 上一站       | 下一站               | 大致运行频率 |
| 香槟-阿登TGV—兰斯/沙勒维尔-梅济耶尔/色当 | 法国大区列车 | 香槟-阿登TGV | 弗朗谢-代斯佩里/兰斯 | 每天3趟左右  |
| 埃佩尔奈—兰斯/沙勒维尔-梅济耶尔/色当     | 法国大区列车 | 三井         | 弗朗谢-代斯佩里      | 每天7趟左右  |
| 沙托蒂耶里—兰斯                          | 法国大区列车 | 里伊山       | 弗朗谢-代斯佩里      | 每周1趟      |
| 南锡—兰斯                                | 法国大区列车 | 里伊山       | 弗朗谢-代斯佩里      | 每天1趟      |
| 1.                                       |              |              |                      |              |

## 配套交通

### 大巴车
兰斯白房站暂无图定大巴车线路停靠。

### 市内交通
兰斯白房站对应的公交车站名称为"Machet"，位于车站西南侧，停靠该站的公交线路包括兰斯公交4路。

## 临近车站
| 兰斯白房站（Gare de Reims-Maison-Blanche）                                         |                    |                   |
| 上行车站                                                                           | 线路               | 下行车站          |
| 三井站←（正线）↖ 香槟-阿登TGV站←（联络线）↙                                        | 埃佩尔奈－兰斯铁路 | 弗朗谢-代斯佩里站 |
| - 注："⇐"或"⇒"为共线路段；灰色字体为非本线车站或路段。本表仅显示运营中的线路及车站 |                    |                   |